# قشلاق حاج‌لطفعلی (خداآفرین)
قشلاق حاج‌لطفعلی یکی از روستاهای استان آذربایجان شرقی است که در دهستان گرمادوز شرقی بخش گرمادوز شهرستان خداآفرین واقع شده‌است.